# Крејг Белами
Крејг Даглас Белами (енгл. Craig Douglas Bellamy) је бивши велшки фудбалер. Играо је и за репрезентацију Велса чији је био капитен после Рајана Гигса. Играо је за више клубова у енглеској, али се дефинитивно афирмисао у Њукасл јунајтеду, где га је довео Боби Робсон 2001. године. Осим у Енглеској, играо је и у Шкотској, и то за Селтик. За Ливерпул је потписао уговор 31. августа 2011. године, где је дошао из Манчестер ситија. Током каријере је освојио Куп Шкотске, ФА Комјунити Шилд и енглески Лига куп. Познат је по насилном понашању, али и по скупљању више милиона фунти за фудбалску академију у Сијера Леонеу.
Најчешће је играо на позицији левог крила, или полушпица. Познат је и као добар извођач слободних удараца.

## Клупска каријера
Фудбалску каријеру је почео у Бристол Роверсима, а две године касније је ушао у омладински погон Норич ситија. За Норич је дебитовао 15. марта 1997. године. У Ковентри сити је прешао на лето 2000. године за износ од шест и по милиона фунти. Навијачи Норича су 2002. гласањем одлучили да Белами заслужује да уђе у дворану славних Норич ситија.
Белами је прешао у Њукасл јунајтед током лета 2001. на захтев Бобија Робсона. Док је Боби Робсон био менаџер Њукасла, Белами је имао успон у каријери. У марту 2004. столицом је гађао тренера првог тима Џона Карвера. Када је на место менаџера дошао Грејем Саунес, Белами је са њим имао испад у јавности. Од тада је пао у немилост тренера и веома ретко је играо. Постао је непожељан на Сент Џејмс парку, када се сазнало да је наводно слао увредљиве телефонске поруке капитену тима Алану Ширеру. Крајем јануара 2005. је послат на позајмицу у Селтик.
На лето 2005. је потписао четворогодишњи уговор са Блекберн роверсима. Ту је остао једну сезону, током које је постигао 17 голова. Постао је члан Ливерпула 20. јуна 2006. године. Цена трансфера је износила шест милиона фунти. На почетку се није баш добро сналазио, и први гол у Премијер лиги постигао је у октобру, против свог бившег клуба Блекберн роверса. Током тренинга у Португалији у фебруару 2007. наводно је напао саиграча Јона Арнеа Рисеа голф палицом. Обојица су били кажњени одузимањем износа у нивоу двонедељне плате.
Током лета 2007. из Вест Хем јунајтеда је стигла понуда за Беламија, у износу од седам и по милиона фунти, која је прихваћена. Дебитовао је за Вест Хем на првој утакмици у првенству против Манчестер ситија. Први гол је постигао у Лига купу против Бристол Роверса 28. августа 2007. године. После дужег низа добрих игара, Белами је повезан са преласком у више клубова, као што Тотенхем хотспер и Манчестер сити. Прихваћена је понуда Манчестер ситија. Белами је остварио 26 наступа за Вест Хем и постигао 9 голова.
За Манчестер сити је дебитовао 28. јануара против бившег клуба Њукасл јунајтеда, и тада је постигао гол. У августу 2010. Белами је изјавио да се плаши да неће бити укључен у састам Манчестер ситија и наговестио је да би можда отишао у пензију. Следеће недеље је био изостављен из утакмице УЕФА лига Европе против Политехнике Темишвар. Недељу дана касније је отишао у Кардиф сити на позајмицу. На позајмици је остао до краја сезоне 2010/2011. За Кардиф је дебитовао 21. августа. Био је један од носилаца игре Кардифа и постигао је низ важних голова. Након повратка у Манчестер сити, затражио је да буде стављен на трансфер листу. Манчестер сити је за њега тражио четири милиона фунти.
У Ливерпул је прешао последњег дана летњег прелазног рока 31. августа 2011. године. Добио је дрес са бројем 39. Дебитовао је у поразу против Стоук ситија. Током прве повратничке сезоне у Ливерпулу је одиграо 33 утакмице и постигао 9 голова.

## Репрезентативна каријера
За репрезентацију је дебитовао 25. марта 1998. године у пријатељској утакмици против Јамајке. Први погодак је постигао 4. јуна 1998. против Малте. Постао је привремени капитен у октобру 2006. током квалификација за Европско првенство у фудбалу 2008. године, зато што је Рајан Гигс био повређен. У јуну 2007. Гигс се повукао из репрезентације, након чега је Белами постао нови капитен. Белами је тренутно пети стрелац у историји велшке репрезентације.